# Pierre-Jean Rémy
Pierre-Jean Rémy, pseudonimo di Jean-Pierre Angremy (Angoulême, 21 marzo 1937 – Parigi, 27 aprile 2010), è stato un diplomatico e scrittore francese, membro dell'Académie française.
Fu eletto all'Académie française il 16 giugno 1988 e andò a occupare il seggio numero 40. Nel 1986 vinse il Grand Prix du roman de l'Académie française per il romanzo Une ville immortelle.

## Biografia
Dopo essersi formato al Lycée Condorcet di Angoulême, Rémy studiò all'Institut d'études politiques di Parigi, alla facoltà di Giurisprudenza e a quella di sociologia della Sorbonne. Successivamente, fra il 1958 e il 1959, diventò assistente di Herbert Marcuse alla Brandeis University, in Massachusetts, nell'ambito del programma Fulbright. Infine tornò a Parigi per completare i suoi studi nel 1963 all'École nationale d'administration.
È scomparso nel 2010 all'età di 73 anni.

## Opere
- 1962  Et Gulliver mourut de sommeil
- 1963  Midi ou l'Attentat
- 1971  Le Sac du Palais d'Été  (Gallimard)
- 1972  Urbanisme  (Gallimard)
- 1973  Les Suicidés du printemps
- 1973  Une mort sale  (Gallimard)
- 1973  La vie d'Adrian Putney, poète  (Gallimard)
- 1974  Ava  (Gallimard)
- 1974  Mémoires secrets pour servir à l'histoire de ce siècle (Gallimard)
- 1974  La Mort de Floria Tosca  (Gallimard)
- 1975  Rêver la vie  (Gallimard)
- 1976  La Figure dans la pierre  (Gallimard)
- 1977  Les Enfants du Parc  (Gallimard)
- 1977  Si j'étais romancier
- 1978  Callas, une vie
- 1978  Les Nouvelles Aventures du chevalier de la Barre  (Gallimard)
- 1979  Cordelia, ou l'Angleterre  (Gallimard)
- 1979  Orient-Express I  (Albin Michel)
- 1979  Don Giovanni, Mozart, Losey  (Albin Michel)
- 1979  La Petite Comtesse
- 1980  Salue pour moi le Monde  (Gallimard)
- 1980  Pandora  (Albin Michel)
- 1981  Un voyage d'hiver  (Gallimard)
- 1982  Don Juan  (Albin Michel)
- 1983  Le Dernier Été  (Flammarion)
- 1983  Mata Hari
- 1984  Comédies italiennes  (Flammarion)
- 1984  Orient-Express II
- 1985  La vie d'un héros  (Albin Michel)
- 1985  Le Vicomte épinglé  (Gallimard)
- 1986  Une ville immortelle  (Albin Michel), Grand Prix du roman de l'Académie française
- 1987  Des châteaux en Allemagne  (Flammarion)
- 1988  Annette, ou l'éducation des filles  (Albin Michel)
- 1989  Bastille, rêver un Opéra.  (Plon)
- 1989  Toscanes  (Albin Michel)
- 1990  Chine  (Albin Michel)
- 1991  De la photographie considérée comme un assassinat  (Albin Michel)
- 1991  L'Autre Éducation sentimentale  (Odile Jacob)
- 1991  Pays d'âge, poèmes
- 1992  Algérie, bords de Seine  (Albin Michel)
- 1993  Qui trop embrasse  (Albin Michel)
- 1994  Un cimetière rouge en Nouvelle-Angleterre
- 1994  Londres, un ABC romanesque et sentimental  (Jean-Claude Lattès)
- 1995  Désir d'Europe
- 1997  Le Rose et le Blanc
- 1997  Retour d'Hélène  (Gallimard)
- 1997  Mes grands bordeaux
- 1998  Aria di Roma  (Albin Michel)
- 1999  La Nuit de Ferrare  (Albin Michel)
- 2000  Demi-siècle  (Albin Michel)
- 2001  État de grâce. Dire perdu. Trésors et secrets du Quai d'Orsay
- 2002  Berlioz  (Albin Michel)
- 2002  Les Belles du Moulin Rouge  (Le Cherche-Midi)
- 2004  Dictionnaire amoureux de l'Opéra  (Plon)
- 2004  Chambre noire à Pékin  (Albin Michel)